# Правець (місто)
Пра́вець — місто в Софійській області Болгарії, розташоване за 11 км на схід від Ботевграда, приблизно за 60 км від столиці країни Софії. Адміністративний центр громади Правець.
Тут народився колишній генеральний секретар ЦК БКП часів комуністичної доби — Тодор Живков.

## Політична ситуація
Кмет (мер) громади Правець — Красимир Живков.

## Карти
- bgmaps.com[недоступне посилання з липня 2019]
- emaps.bg[недоступне посилання з червня 2019]
- Google